# Szabadkai incidens
A szabadkai incidensre a Szerbia és Magyarország határán fekvő Szabadka városánál, egy Kelebiához közel eső erdős területen került sor 2022. július 2-án. Az eddigi adatok alapján két migránsokból álló csoport összecsapott egymással, amelynek során kézilőfegyvereket is használtak. A lövöldözésnek eddig egy halottja és több sebesültje van. Az európai migrációs válság ideje alatt bár Magyarországon is kezdeményeztek zavargásokat (lásd: röszkei zavargás) az ország területére belépni szándékozó külföldi személyek, de a szabadkai az első olyan eset, amikor fegyverek is eldördültek és az incidens halálos áldozatokkal járt.
Az eset háttere és indítékai mindezidáig ismeretlenek, s a szerb hatóságok alig néhány embert állítottak elő.

## Előzmények
Az incidens idején Szerbiában mintegy 6000 migráns tartózkodott, akik főleg afrikai és közel-keleti illetőségűek. Helyi források szerint a lövöldözés idején is legalább 150 ember tartózkodhatott az érintett helyen, s napi szinten 30 fős csoportokban látják őket kódorogni a városban és annak környékén. Számos migráns évek óta Szabadka térségben vesztegel.
Bár fegyveres incidensre már korábban is volt példa, ugyanis 2022. január 17-én a burgenlandi Monyorókeréknél két moldáv embercsempész áttörte a sorompót és egyikük rálőtt az osztrák rendőrökre. A lövést leadó személy társát és az általuk szállított illegális határátlépőket hamar elfogták, míg az elkövető Szentpéterfánál Magyarország területére menekült. A férfit két nappal később fogták el két másik moldáv férfival együtt Körmendnél, akik őt akarták gépkocsival kimenekíteni.
A szabadkai precedensjellegű konfliktus esetében, ahol már tömeges lőfegyveres összecsapásra került sor, Tóth Klaudia, a Migrációkutató Intézet munkatársa elmondta, több mint valószínű, hogy ezek a személyek maguktól az embercsempészektől juthattak fegyverhez. Hozzátette, hogy a határon veszteglő csoportok nagy a feszültség, egyrészt mert képtelen az Európai Unió területére lépni, így alakulhatnak ki köztük is összetűzések. A Nova szerb lapnak nyilatkozó egyik szabadkai lakos szerint afgánok 5000 euró ellenében jutottak AK–47-es gépkarabélyhoz. Ugyanakkor hozzátette, hogy a legtöbb gondot az afgán menekültek okozzák, míg a szíriaiak kifejezetten kerülik a konfliktust, igyekeznek nyugodtan, a helyieket tiszteletben tartva átlépni a magyar határt, hogy aztán Ausztriába jussanak ki.
A szerbiai Vreme c. hetilap szerint az országban nem nehéz fegyverekhez jutni illegális úton, lévén még mindig jelentős készletek maradtak hátra a délszláv háború idejéből.

## Az összecsapás
A szabadkai rendőrséget 3:00-kor értesítették, mivel a magyar határ mellől, az ún. makkhetesi erdőben (szerbül: Макова седмица) fegyverropogásra lettek figyelmesek. Szerb források szerint legalább 25 ember vehetett részt az összecsapásban, s az éles lőfegyvereken túl (melyek automata lőfegyverek voltak) egyéb fegyvereket, vagy fegyverként hasznosítható eszközöket is használhattak. Az erdő, amely Kelebia magyarországi feléhez is közel fekszik, gyakori gyülekezőhelye az illegális határátlépőknek, ahol különféle módon próbálnak meg Magyarország területére jutni, s ilyenkor alkalmi táborokat ütnek a sűrűben. Ezek a táborok gyakran hetekig fennállnak, a táborlakók pedig a szemetet és a feleslegessé váló holmikat szétdobálják az erdőben.
Az előzetes vizsgálatok alapján az egyik csoport késő este megrohamozta a másik táborát a Makkhetes-erdőben. Az összecsapás körülbelül hajnali 6:00-ig tarthatott. Az is nyilvánvalóvá vált, hogy a támadás előre megtervezett volt, viszont a résztvevőket még órákkal az események után sem tudták azonosítani.
A helyszínre magyar részről nagy erőkkel vonultak ki a rendőrség különleges erői, továbbá a honvédség egységei is, akik lezárták a területet. Az országos mentőszolgálat szintén több egységet riasztott, akik folyamatosan szállították el a sérülteket a helyszínről.
Felmerült továbbá, hogy a fegyvereket az összecsapás résztvevői eredetileg a határvédelmi erők ellen akarták használni, emiatt még mindig tart a készültség a határon. A szerb Nova helyi értesülésre hivatkozva ráadásul azt írta július 3-án, hogy a magyar hatóságokra is tüzet nyitottak a fegyveresek, erről azonban Magyarországon nem adtak semmilyen hírt. Viszont az M1 híradó közölt egy olyan értesülést, mely szerint 3-án hajnalban ismét lövéseket hallottak, ezúttal a kelebiai erdőből, amelyre a szerb rendőrség ismét a helyszínre vonult.

## Sérültek és áldozatok
Az első hírek még két ember haláláról szóltak, hivatalosan viszont csak egy halottat tartanak számon, egy 20 és 30 év közötti ismeretlen személyazonosságú férfit, aki a kórházba szállítást követően hunyt el.
Az elsődleges információk szerint a sebesültek részlegesen lőtt sérülést szenvedtek, egyeseket pedig megkéseltek. Utóbb a szabadkai kórház igazgatója, Saša Dželebdžić már azt nyilatkozta, hogy valamennyi sebesült sérülése lőfegyvertől származik, s a golyók a belső szerveket (vese, máj, gyomor) érték. Több embert meg kellett műteni, a legtöbb sérült személyazonossága még nem tisztázott. A kórházba szállítottak között sok a fiatal, húsz és harminc év körüli egyén. A kialakult válságos helyzet indokoltá tette az addigi munka teljes átszervezését, hogy a környékbeli lakosság ellátása is zavartalanul működjön.
Az első híradásokban még hat sérültről számoltak be, a későbbiekben már több sebesültről írtak a magyar sajtóban. Ráadásul Szabadka polgármestere, Stevan Bakić azt állította, hogy a lövöldözésnek még több halottja is lehet (állítása szerint 10), akiknek holttestei még mindig a makkhetesi erdőben fekszenek. A polgármester állítását azonban Bojan Šoralov körzeti vezető cáfolta. A legsúlyosabban egy 16 éves iráni állampolgárságú lány sérült meg, akit medencetájékon talált el egy lövedék, a belső szervei károsodtak és órákig életveszélyes állapotban feküdt, s nehezítette az orvosok dolgát, hogy szívproblémák is jelentkeztek nála.
Környékbeliek vagy hatósági személyek nem sérültek meg a lövöldözés során, annak ellenére, hogy a reggeli híradásokban még az szerepelt a szerbiai BIRN újságírója, Saša Dragojlo állítása alapján, miszerint több rendőr is a sebesültek között van.
Estére a kórház újabb tájékoztatást adott, miszerint a hozzájuk szállított sérültek, köztük a 16 éves iráni lány állapotát sikerült stabilizálni, ennek ellenére állapota továbbra is életveszélyes, a többieké pedig válságos.
Július 4-én már csak 4 ember volt a sérültek közül kórházban. A súlyosan sérült iráni lányt, akit lélegeztetőgépen tartanak, további kezelések végett Újvidékre szállították az ottani gyermek- és ifjúsági egészségügyi intézménybe.

## Hatósági eljárás
A szerbiai oldalon megjelent hírek migránsok közötti leszámolást emlegetnek. A szerb források a résztvevőket zömmel pakisztáni és afgán illetőségűnek nevezte meg. Saša Dragojlo, a BIRN újságírója szerint az afgán csoport vezetője egy szíriai embercsempész, továbbá akad olyan forrás, amely marokkóiakat is feltételez a csoport között. Ezzel szemben július 3-án Vladimir Cucić szerb menekültügyi biztos azt mondta, hogy még felelőtlen volna azt feltételezni, hogy tényleg embercsempészek közti vitáról lehet szó. Az M1 július 4-én már szintén nem a csempészek közötti konfliktusról, hanem migránsok közötti területi vitáról számolt be.
A lövöldözés miatt szerb részről is mozgósításra került sor: legalább 15 rendőri és csendőri egységet vezényeltek ki a helyszínre. A sérültek egy részét a szabadkai kórházba szállították.
A felelősöket és résztvevőket a magyar és szerb hatóságok közösen keresik tovább, a szerb erők ráadásul tűzparancsot adtak ki. Az Origo.hu értesüléseiben szintén a szerb források által említett leszámolás lehetőségét tartják fenn, továbbá megerősítették, hogy az elkövetők pakisztániak és afgánok voltak. Információik szerint embercsempészek rivalizálásáról lehet szó, más vélemények szerint viszont személyes konfliktusokról, vagy a résztvevők különböző etnikai háttere állhat az egész összecsapás mögött.
Szökésben lévő fegyveresek meg nem erősített hírek szerint rálőttek az őket kereső szerb rendőrökre is, ami indokolta a tűzparancs elrendelését. A szerb hatóságok munkáját a helyszínre érkezett Aleksandar Vulin belügyminiszter felügyelte, mialatt a szabadkai kórházban a lövöldözés hat sérültjét kezelték már. Vulin viszont egyelőre nem ismert okokból délután 15:00-kor elhagyta Szabadkát.
Szabadkán folyamatos volt a rendőri készültség és állandó ellenőrzések folytak. Az akcióba időközben a szerb terrorellenes egység, a SAJ is bekapcsolódott, amely több embert őrizetbe vett a makkhetesi erdőben, s akiket a szabadkai rendőrségen hallgattak ki. Az M1 információja szerint az egyik előállított személyről kiderült, hogy nemzetközileg körözött terrorista. Ezt az állítást a hatóságok egyelőre nem erősítették meg.
Az incidens követő nap, július 3-án sikerült őrizetbe vennie a szerb rendőröknek egy 26 éves afgán férfit. A makkhetesi erdő területéről ugyanakkor egy 60 fős csoport már a lövöldözést követően Magyarországnak menekült, átlépte a határt, de az ottani rendőrség Ásotthalomnál elfogta őket is.

## Reakciók
Az összecsapással kapcsolatban Stevan Bakić, Szabadka polgármestere már aznap nyilatkozott a sajtónak. A polgármester szerint a sebesültek száma már eléri a 8-at (mostanra már tisztázottan 7 sérült van). A polgármester szerint a rendőrség napi szinten szállítja a migránsokat a dél-szerbiai Preševóban levő befogadóközpontba, és a magángépkocsi-vezetőket okolta, mert szerinte ők fuvarozzák a menekültek a határ közelébe. A helyiek szintén arról számoltak be a szerb sajtónak, miszerint hiába szállítja el a migránsokat a rendőrség a határ mellől, azok autóstoppal vagy taxival vissza-visszatérnek. A Vajdasági Magyarok Demokratikus Közössége épp ezért követelni kezdte, hogy Szabadka városa vizsgálja felül az itteni taxisok engedélyét, mert azok véleményük szerint „némi keresetért” véteni készek a törvények és szomszédjaik ellen is.
Az egyik vajdasági magyar hírportál megjegyezte, hogy a szerb belügyminisztérium órákkal az incidens után sem adott ki semmilyen közleményt, amely baljós dolgok feltételezésére adhat okot. Bojan Šoralov, az Észak-bácskai körzet vezetője is csak annyit közölt, hogy a makkhetesi erdő átkutatása már megtörtént. A szerb média szintén kifogásolja, hogy a hatóság nem ad ki közleményt és sok az ellentmondás az incidens körül.
Szabadka lakossága felháborodva fogadta a történteket, bár nem ez volt az első eset a környéken, hogy a migránsok részéről zavargások törtek ki, ám a mostani incidens, ahol is éles lőfegyver használatára került sor, sokakban félelmet keltett.
A makkhetesi erdő környékén élők már szombaton este 18:00-kor egy rögtönzött gyűlést tartottak az utcán, a helyi közösség vezetőjével, Mirsad Nalić-csal az élen, amit másnap is megismételtek, jelezve a rendőrség felé elégedetlenségüket és félelmüket. Néhányan a közösségi oldalon aláírásgyűjtést is kezdeményeztek annak érdekében, hogy a rendőrség fokozottabb ellenőrzést tartson a területen. Šoralov bár kijelentette, hogy többé hasonló eset nem lesz a térségben, ennek ellenére a helyiek attól félnek, hogy legközelebb őket éri fegyveres agresszió.
Saša Dragojlo szerint, aki továbbra is úgy véli csempészbandák háborújáról van szó, amelyhez szerb politikusok is asszisztálnak, hogy részesedésük legyen a jövedelmező illegális üzletből, az állam nagyban hozzájárult a dolgok elfajulásához azzal, hogy csökkentette ezen egyének ellenőrzését.
A makkhetesi lakosok később is hangot adtak félelmeiknek és elégedetlenségüknek. Július 9-én is tüntetést tartottak a lakhelyük területén tartózkodó migránsok ellen.
A Vreme is igen elmarasztalóan írt az eset kapcsán a hatóságok eljárásáról. Egyik cikkükben úgy jellemzik a migránsok által elfoglalt makkhetesi erdőt, mint azok autonóm területét, amelyről a belügyminisztérium nem vesz tudomást, a rendőrség pedig nem ellenőrzi, így ott a migránsok a valódi urak, akik saját törvényeik szerint élnek. A helyiek, ha jót akarnak maguknak, elkerülik az erdőt és környékét. A lövöldözés kiváltó oka is feltehetően épp e terület feletti birtokjog kérdése lehetett. Jóllehet az erdő a lövöldözést követő napokban szinte teljesen kiürült, mert a helyszínre látogató szerb újságírók már nem találták meg a korábbi táborokat, mely természetesen nem jelenti, hogy ez az állapot így is marad.
A szerb Demokrata Párt szabadkai frakciója erősen bírálta a Szerb Haladó Párt párt kormányát a történtek miatt. Megfogalmazásuk szerint sokáig tanúi lehettek a migránsok által elkövetett kilengéseknek (zavargás, magánlaksértés, lopás), amelyek végül fegyveres összetűzéssé fajultak. az állampolgárok hiába fizetnek adót, a Haladó Párt által vezetett Szerbiában „mintha az állam nem is létezne,” a csendőrség, rendőrség és hadsereg tétlen. Az illetéseket, noha tisztában vannak a helyzettel, hallgatnak. Az idegen egyének pedig papírok nélkül szabadon utazhatnak (taxizhatnak) az ország déli részéből északra, fegyvereket vásárolnak és területeket foglalnak le. A párt Bakić polgármestert is arra szólította fel, hogy tegyen még határozottabb biztonsági intézkedéseket a határmenti részen.
A szerb Néppárt szabadkai frakciója is a kormány okolja, amiért nem tesz megfelelő intézkedéseket. Továbbá a párt azt is feszegeti, hogy ezen személyek Magyarországon is részt vesznek bűncselekményekben.
Horváth József, az Alapjogokért Központ biztonságpolitikai szakértője az M1-nek adott interjúban úgy vélekedett, várható volt egy ilyen összecsapás a migránsok között, annál is inkább, mivel az ide-oda tengődő csoportok, amelyeknek a mindennapi megélhetése igencsak nehézkes és bizonytalan, könnyen kriminalizálódnak, bűnbandák alakulhatnak ki köztük vagy azok befolyása alá kerülnek. Ezért illegális úton könnyen hozzájuthatnak lőfegyverekhez.
Kocsis Máté, a Fidesz frakcióvezetője is reagált a történtekre az egyik közösségi hálón. Bejegyzése szerint bár a katonák és a rendőrök helytállnak, de munkájukra a folyamatban levő ukrán háború miatt északkeleten is szükség van, ezért véleménye szerint legfőbb ideje van már egy határvadász testület felállításának.
A Jobbik Magyarországért Mozgalom szintén közleményt adott ki a szabadkai eseményekre reagálva, amelyben véleményük szerint az eset baljós jövőképet fest a magyarországi határvédelemről. Megfogalmazásuk szerint a déli határon ostrom, háború dúl, ezért a párt határőrség felállítását követeli a kormánytól, amelyhez önálló határvadász századok tartoznának. Ilyen egységeknek pedig olyan kiképzés és felszerelés szükséges, amellyel el tudják hárítani az esetleges fegyveres támadásokat is.
Szijjártó Péter külügyminiszter a következőképp értékelte az eseményt: szerinte az ukrán háborús övezetből jövő menekülteknek joguk van belépni Magyarországra, ám a délről érkező illegális bevándorlók több biztonságos ország határát is megsértik. Továbbá Kocsis Mátéval azonos álláspontra helyezkedve Szijjártó Péter is szükségesnek tartja határvadász egységek létrehozását, amellyel tehermentesíthető a rendőrség és a honvédség.
A magyar miniszterelnök, Orbán Viktor is úgy vélte a Kossuth Rádiónak adott interjújában, hogy szükség van határvadász-alakulatok szervezésére, ezért már meg is kezdték a toborzást. A miniszterelnök július 8-án írta alá az erről szóló rendeletet.
A Mi Hazánk Mozgalom és elnöke, Toroczkai László a lövöldözésre reagálva olyan kijelentést tett, hogy az illegális bevándorlókat munkatáborokba kell küldeni, vagy a brit kormányhoz hasonlóan Ruandába deportálni.